# Hanumanahalli, Honnali
Hanumanahalli là một làng thuộc tehsil Honnali, huyện Davanagere, bang Karnataka, Ấn Độ.